# Comparación de sistemas empotrados de computación de a bordo en los rovers de Marte
El sistema de ordenadores a bordo empotrado en los Mars rovers enviados por la NASA debe soportar altos niveles de radiación y grandes cambios de temperatura en el espacio. Por esta razón, sus recursos de procesamiento son limitados en comparación con los sistemas comúnmente utilizados en la Tierra.

## En operación
La tele operación directa de un rover de Marte no es práctica, ya que el tiempo de comunicación entre la Tierra y Marte varía de 8 a 42 minutos y el sistema de Red Espacial Profundo solamente está disponible unas pocas veces durante cada día marciano. Por lo tanto, un equipo de comando del rover planea y luego envía, un conjunto de comandos operativos al rover a la vez.
Un rover usa un software autónomo para tomar decisiones basadas en observaciones de sus sensores. Cada par de imágenes para estero del Sojourner rover puede generar 20 puntos 3D de navegación (la nave aterrizó con la versión inicial del software). El MER Rover puede generar 15,000 (nominal) hasta 40,000 (modo de reconocimiento) puntos 3D.

## Comparaciones de rendimiento
Excepto el Curiosity, cada Mars Rover tiene solamente un computador a bordo. Hay dos computadores a bordo idénticos en el Curiosity, que, a partir de febrero de 2013, están operando redundantemente, mientras el primario está siendo investigado en cuanto a las razones por las que comenzó a fallar.

## Mars Rovers
El Rover planea experimentar con un recurso natural que sería útil en la planificación de una misión humana a Marte y donde probarían un método para obtener oxígeno del aire en la atmósfera marciana. Esto ayudará a la NASA a planear mejores diseños para enviar astronautas humanos a explorar Marte un día.
 Mars 2020 llevará un instrumento conocido como “MOXIE”, que probará una tecnología para extraer oxígeno del dióxido de carbono de la atmósfera marciana, este oxígeno no solo servirá para que los astronautas puedan respirar en Marte, sino también como combustible para los vehículos espaciales de retorno a la Tierra".
|                                                                                  |
| Comparación de tamaño del Mars Exploration Rover (trasero) y del Sojourner rover |

|                                                                                      |
| Mars Science Laboratory (R); Mars Exploration Rover (L) and Sojourner rover (centre) |

|                        |
| Mars Exploration Rover |